# 溪湖福安宮
溪湖福安宮，位於臺灣彰化縣溪湖鎮，大清咸豐五年（1855年）遷建於現址，主祀神為天上聖母，是溪湖鎮兩大媽祖信仰中心之一。

## 沿革
許多書籍、網路資料皆稱嘉慶年間建廟，經過歷史考證應為咸豐5年（1855）遷建於現址，在此之前曾傳說初建於今址南方，曾經遷徙三次亦有可能，但是嘉慶年間肇建的說法則無從可考，辯證如下。
目前福安宮的創建年代有兩項說法，第一項，地方文獻：民國75年（1986）《溪湖鎮誌》敘述嘉慶9年（1804）。民國80年（1991）福安宮〈天上聖母聖紀〉碑記，說明「民國前109年建立」（約嘉慶7年；1802），經搬遷三次至今址。第二項，官方文獻：明治30年（1897）《臺灣總督府公文類纂》謄寫建立年度為咸豐5年（1855），昭和年間（1926-1945）《寺廟臺帳》表示創立於70年前，回推亦建於咸豐朝（1850-1861）。
依據明治37年（1904）《臺灣堡圖》清晰可見福安宮於今址，明治42年（1909）福安宮所在地溪湖庄131番地之《土地臺帳》書寫業主是「公業天上聖母」和「祠廟敷地」，故可知咸豐5年（1855）福安宮應已在現址建廟。
至於初建小廟於溪湖派出所南側，隨後三次遷徙廟址的說法，從乾隆32年（1767）古文書出現「溪湖莊」，遲至道光16年（1830）《彰化縣志》亦有「溪湖厝」的記錄。從溪湖地區漢人開發史的角度，審視在地居民的歷史記憶，福安宮在咸豐5年（1855）之前遷建三次亦有可能。

## 外部連結
- 溪湖福安宮-溪湖媽的Facebook專頁